# NRW Trophy 2015
NRW Trophy 2015 – międzynarodowy turniej seniorów w łyżwiarstwie figurowym w sezonie 2015/2016. Został rozegrany w dniach 6–8 listopada 2015 roku (pary taneczne) i 25–29 listopada 2015 roku (soliści,solistki,pary sportowe) w niemieckim Dortmundzie.
Wśród solistów triumfował Jorik Hendrickx, natomiast w rywalizacji solistek najlepsza okazała się Laurine Lecavelier. Spośród par tanecznych najlepsi byli gospodarze Minerva-Fabienne Hase i Nolan Seegert. W rywalizacji par sportowych najlepsi okazali się Turcy Alisa Agafonowa i Alper Uçar.

## Wyniki

### Soliści
| Pozycja | Zawodnik         | Punkty | SP    | SP | FS     | FS |
| ------- | ---------------- | ------ | ----- | -- | ------ | -- |
| 1       | Jorik Hendrickx  | 244.69 | 82.93 | 2  | 161.76 | 1  |
| 2       | Dienis Tien      | 241.91 | 82.63 | 3  | 159.28 | 2  |
| 3       | Siergiej Woronow | 223.95 | 84.53 | 1  | 139.42 | 3  |
| 4       | Phillip Harris   | 197.73 | 61.98 | 6  | 135.75 | 4  |
| 5       | Roman Galay      | 191.67 | 66.73 | 4  | 124.94 | 5  |
| 6       | Niko Ulanovsky   | 181.56 | 64.98 | 5  | 116.58 | 7  |
| 7       | Valtter Virtanen | 175.62 | 61.32 | 7  | 114.30 | 8  |
| 8       | Anton Kempf      | 172.47 | 52.09 | 12 | 120.38 | 6  |
| 9       | Simon Hocquaux   | 171.26 | 60.98 | 8  | 110.28 | 10 |
| 10      | Jiří Bělohradský | 165.16 | 51.32 | 13 | 113.84 | 9  |
| 11      | Ondrej Spiegl    | 159.45 | 58.28 | 10 | 101.17 | 11 |
| 12      | Trevor Bergqvist | 152.86 | 52.24 | 11 | 100.62 | 12 |
| 13      | Martin Rappe     | 152.34 | 60.10 | 9  | 92.24  | 13 |
| 14      | Marco Asam       | 141.75 | 51.31 | 14 | 90.44  | 14 |
| 15      | Thomas Kennes    | 136.92 | 50.14 | 16 | 86.78  | 15 |
| 16      | Manuel Koll      | 133.42 | 50.92 | 15 | 82.50  | 16 |
| 17      | Florian Gostelie | 123.07 | 45.46 | 17 | 77.61  | 17 |

### Solistki
| Pozycja | Zawodnik                | Punkty | SP    | SP | FS     | FS |
| ------- | ----------------------- | ------ | ----- | -- | ------ | -- |
| 1       | Laurine Lecavelier      | 173.93 | 59.75 | 1  | 114.18 | 1  |
| 2       | Elizaveta Ukolová       | 136.87 | 48.51 | 4  | 88.36  | 2  |
| 3       | Anna Dušková            | 135.16 | 54.21 | 2  | 80.95  | 5  |
| 4       | Pernille Sørensen       | 130.66 | 46.76 | 5  | 83.90  | 3  |
| 5       | Elin Hallberg           | 126.17 | 44.41 | 8  | 81.76  | 4  |
| 6       | Sara Casella            | 123.00 | 45.58 | 7  | 77.42  | 7  |
| 7       | Niki Wories             | 119.54 | 49.98 | 3  | 69.56  | 10 |
| 8       | Camilla Gjersem         | 118.71 | 39.46 | 11 | 79.25  | 6  |
| 9       | Alina Karawajewa        | 114.03 | 46.24 | 6  | 67.79  | 12 |
| 10      | Thita Lamsam            | 110.84 | 38.81 | 12 | 72.03  | 8  |
| 11      | Jéromie Repond          | 110.49 | 40.05 | 10 | 70.44  | 9  |
| 12      | Inga Janulevičiūtė      | 106.65 | 37.56 | 14 | 69.09  | 11 |
| 13      | Belinda Schönberger     | 106.10 | 41.88 | 9  | 64.22  | 16 |
| 14      | Fleur Maxwell           | 104.29 | 38.08 | 13 | 66.21  | 14 |
| 15      | Jemima Rasmuss          | 102.66 | 36.39 | 15 | 66.27  | 13 |
| 16      | Hristina Vassileva      | 102.40 | 36.30 | 16 | 66.10  | 15 |
| 17      | Joanna So               | 97.31  | 33.11 | 17 | 64.20  | 17 |
| 18      | Sofie Barnová           | 87.09  | 31.83 | 18 | 55.26  | 18 |
| DNS     | Guia Maria Tagliapietra |        |       |    |        |    |

### Pary sportowe
| Pozycja | Zawodnik                              | Punkty | SP    | SP | FS    | FS |
| ------- | ------------------------------------- | ------ | ----- | -- | ----- | -- |
| 1       | Minerva-Fabienne Hase / Nolan Seegert | 115.87 | 63.05 | 1  | 72.77 | 1  |
| DNS     | Lola Esbrat / Andrei Novoselov        |        |       |    |       |    |

### Pary taneczne
| Pozycja | Zawodnicy                            | Punkty | SP | SP    | FS | FS    |
| ------- | ------------------------------------ | ------ | -- | ----- | -- | ----- |
| 1       | Alisa Agafonova / Alper Uçar         | 152.11 | 1  | 60.80 | 1  | 91.31 |
| 2       | Barbora Silná / Juri Kurakin         | 137.52 | 2  | 53.68 | 2  | 83.84 |
| 3       | Katharina Müller / Tim Dieck         | 136.57 | 3  | 53.33 | 3  | 83.24 |
| 4       | Yura Min / Alexander Gamelin         | 132.09 | 4  | 53.13 | 4  | 78.96 |
| 5       | Anastasija Chromowa / Daryn Żunusow  | 128.25 | 5  | 51.10 | 5  | 77.15 |
| 6       | Péroline Ojardias / Michael Bramante | 125.49 | 7  | 48.80 | 6  | 76.69 |
| 7       | Carter Jones / Richard Sharpe        | 120.99 | 6  | 49.95 | 7  | 71.04 |
| 8       | Eleanor Hirst / Jordan Barrett       | 111.24 | 8  | 41.07 | 8  | 70.17 |
| 9       | Aurelija Ippolito / Bennet Preiss    | 100.09 | 9  | 37.93 | 9  | 62.16 |
| DNS     | Jasmine Tessari / Francesco Fioretti |        |    |       |    |       |